# Рудолф ван Веjн
Рудолф ван Вејн (хол. Rudolph van Veen; Вејлде, 28. јануар 1967) холандски је кулинарски мајстор и ТВ водитељ. У Холандији је популарност стекао захваљујући кулинарској ТВ емисији Живот и кување, док је међународној јавности позната његова емисија Рудолфова пекара, која се у Србији емитује на кабловском каналу 24Kitchen. 

## Биографија
Ван Вејн је рођен у фламанском насељу Вејлде, близу границе са Холандијом, 28. јануара 1967. године, од оца Теа ван Вејна и мајке Јохане. Годину дана након његовог рођења, родила му се сестра Петра. Будући да је Петра имала урођену болест спина бифида, морала је да живи у специјализованој болници. Из тог разлога је породица решила да се пресели у холандски град Тилбурх.
Са 12 година, Ван Вејн је решио да постане кувар док је са породицом гледао емисију Мис Баувман (хол. Mies Bouwman). Године 1980. је уписао куварску школу у Бреди, коју је завршио 5 година касније као студент генерације. Након тога је отишао у Швајцарску да ради.

Ван Вејн је учествовао на многим такмичењима у кувању. Као члан Холандском куварског тима, освојио је медаље на куварским шампионатима у  Сингапуру, Лондону, Базелу, Франкфурту и Карлсруе. Поред тога је био и један од оснивача Холандског патисерског тима, са којим је трипута представљао Холандију на такмичењу Coup du Monde de la Patisserie у Лиону.
Од 2000. године, Рудолф ван Вејн постаје учесник у многим телевизијским емисијама о кувању. Године 2011, постаје један од оснивача познатог канала 24Kitchen, са којим је објавио преко 500 епизода. У међувремену, 2010. године је стекао титулу мајстора патисерија, чиме је постао једина особа у Холандији која има титуле мајстора кувара и мајстора патисерија које издаје холандско Удружење Угоститељске Стручности (Stichting Vakbekwaamheid Horeca).

## Емисије
- (2000—2005)
- (2003—2004)
- (2005)
- (2005)
- (на каналу NET 5; 2007)
- (на каналу RTL 4; 2008—2009)
- (2009)
- (2009)
- (2009)
- (2010)
- (2009—2012)
- (од 2011)
- (од 2011)